# Badge Man

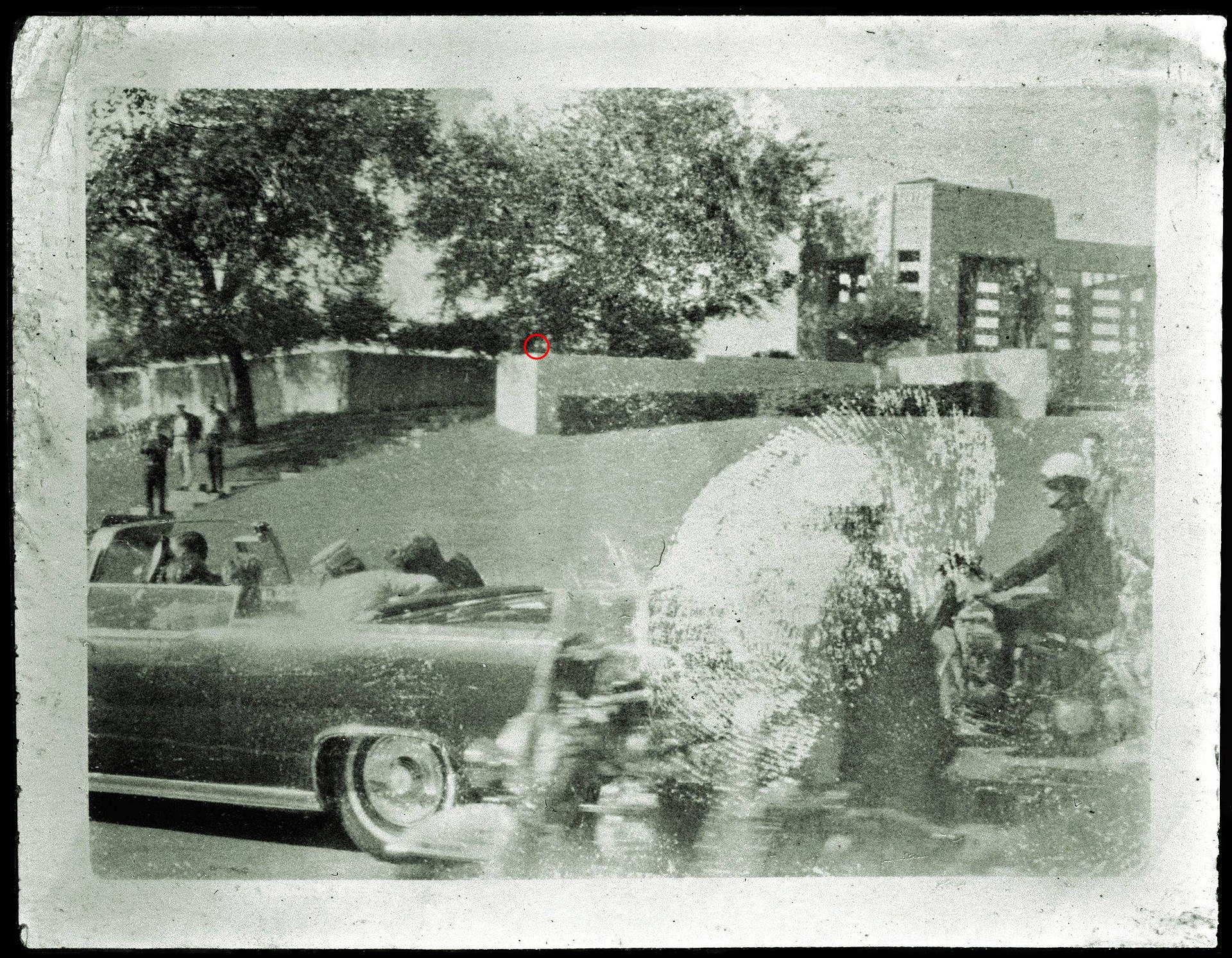
Zdjęcie Mary Moorman przedstawiające śmiertelny strzał, na którym widać rzekomego „Badge Mana” zaznaczonego czerwonym kółkiem

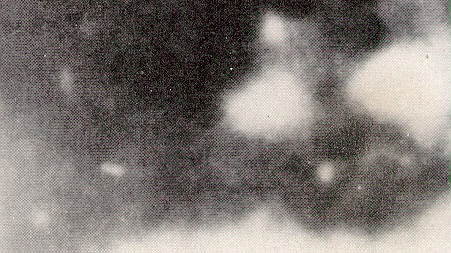
Rzekomy „Badge Man” na powiększonym zdjęciu

Badge Man – imię nadane nieznanej postaci, która rzekomo jest widoczna na słynnym zdjęciu Mary Moorman z zamachu na prezydenta Stanów Zjednoczonych Johna F. Kennedy’ego 22 listopada 1963 roku w Dallas. Niektórzy badacze wysnuli teorię, że postać ta to snajper strzelający z broni w prezydenta z trawiastego pagórka na Dealey Plaza. Mimo że rzekomy błysk wylotowy zaciemnia większość szczegółów, „Badge Man” został opisany jako osoba nosząca mundur policyjny – sam przydomek pochodzi od jasnego miejsca na lewej piersi, które ma przypominać błyszczącą odznakę.
Spekulacje na temat postaci „Badge Mana” przyczyniły się do powstania teorii spiskowej dotyczącej funkcjonariuszy Departamentu Policji Dallas, którzy mieli jakoby uczestniczyć w zamachu na Kennedy’ego. W odpowiedzi sceptycy proponowali liczne alternatywne interpretacje zdjęcia.

## Zdjęcie Moorman
Podczas przejazdu prezydenckiej kawalkady przez Dealey Plaza, mieszkanka Dallas, Mary Moorman, zrobiła serię zdjęć swoim aparatem Polaroid. Na jednym z nich widoczny jest domniemany „Badge Man” w momencie strzału w głowę, który zabił Kennedy’ego. Obliczono, że to zdjęcie zostało zrobione między klatkami filmu Zaprudera 315 i 316, czyli mniej niż 1/6 sekundy po tym, jak prezydent USA został śmiertelnie postrzelony w głowę w klatce 313.

## Teoria i spekulacje
W 1982 roku Gary Mack, długoletni kurator i archiwista The Sixth Floor Museum at Dealey Plaza stwierdził odkrycie postaci „Badge Mana” stojącego za drewnianym płotem, z twarzą przesłoniętą błyskiem wylotowym i małym jasnym przedmiotem widocznym na jego klatce piersiowej. W początkowych obserwacjach Mackowi pomagał fotograf i badacz zabójstw Jack White, który kontynuował swoje eksperymenty ze zdjęciem Moorman. W połowie lat 80. XX wieku White zaproponował nową wersję, wzmocnioną kontrastem i jasnością, która, jak twierdził, ukazała postać policjanta z większą wyrazistością.
Badania White’a zostały pokazane i omówione w serialu dokumentalnym The Men Who Killed Kennedy z 1988 roku. Mowa jest w nim że „Badge Man” jest jednym z trzech strzelców na Dealey Plaza, którzy podobno są w zmowie z mafią. Narrator identyfikuje tego strzelca jako Luciena Sarti, obywatela Francji i rzekomego zabójcy kontraktowego.
Niektórzy badacze twierdzą, że po lewej stronie zdjęcia, widoczna jest druga osoba – samozwańczy świadek Gordon Arnold, który w 1978 roku twierdził, że filmował kawalkadę z trawiastego pagórka przed ogrodzeniem, mając na sobie mundur United States Army.

## Sceptyczne teorie
Zdjęcie Moorman stało się sławne na całym świecie dzięki agencji prasowej United Press International, ale komisja Warrena badająca zamach na Kennedy’ego nie uwzględniła go w swoim raporcie ogłoszonym w 1964 roku. Komisja Śledcza Izby Reprezentantów do Spraw Zabójstw, która także badała zamach wysłała wysokiej jakości wersję negatywu zdjęcia Mary Moorman do Rochester Institute of Technology w celu bardzo dokładnej analizy zdjęcia. Raport instytutu stwierdza, że nie znaleziono żadnych śladów ludzkich form w tle, a określony obszar za drewnianym ogrodzeniem został uznany za tak niedoświetlony, że nie można było z niego wydobyć żadnych informacji.
Niektórzy badacze twierdzili, że „Badge Man” to światło słoneczne odbijające się od szklanej butelki, a nie postać ludzka. Niektóre zdjęcia i filmy zrobione bezpośrednio po zamachu pokazują w rzeczywistości butelkę stojącą na szczycie muru oporowego. Badacz i animator komputerowy Dale K. Myers uważa, że pomiary obszaru trawiastego pagórka dostarczają dowodu na to, że rzekoma postać byłaby w niemożliwej pozycji, aby oddać strzał w stronę Kennedy’ego. Myers stwierdził, że „Badge Man” musiałby znajdować się 3,7–5,5 metra za linią drewnianego ogrodzenia i 0,91–1,2 metra nad ziemią.